# Nembrionic
Nembrionic war eine niederländische Grindcore- und Death-Metal-Band aus Zaanstad, die 1988 unter dem Namen Nembrionic Hammerdeath gegründet wurde und sich 1999 auflöste.

## Geschichte
Die Band wurde im Jahr 1988 gegründet. Zwei Jahre später kamen der Schlagzeuger Noel Derek Rule van Eersel und der Gitarrist Dennis „Gor Gho Phon“ Jak zur Besetzung. Daraufhin erschien 1991 ein erstes Demo unter dem Namen Lyrics of Your Last Will. Zudem steuerte die Gruppe das Lied In Your Own Hell für den Sampler And Justice for None bei. Den Veröffentlichungen folgten Auftritte zusammen mit Nocturnus, Confessor, Consolation, Grave und Altar. 1992 unterzeichnete die Gruppe einen Vertrag bei Displeased Records. Im Januar 1993 erschien die EP Themes on an Occult Theory, wonach sich Auftritte als Vorband für Pestilence anschlossen. Im selben Jahr erschien zudem eine Split-Veröffentlichung mit Consolation. Danach ging die Gruppe zusammen mit At the Gates auf eine Tour durch Europa. 1995 erschien das Debütalbum Psycho One Hundred. Die Gruppe hatte sich mittlerweile in Nembrionic umbenannt, wobei sie aus dem Sänger und Gitarristen Marco „Thorgrim“ „Bor“ Westenbrink, dem Gitarristen Dennis Jak, dem Bassisten Jamil Berud und dem Schlagzeuger Noel Derek Rule van Eersel bestand. 1996 erschien Briljant, hard en geslepen, ein Kollaborationsalbum mit den Mitgliedern der Band Osdorp Posse. Das Album erreichte Platz 29 der niederländischen Albumcharts. Beide Bands traten im selben Jahr auf dem Dynamo Open Air auf. 1996 war Nembrionic auch auf dem Pinkpop Festival zu sehen und trat im Juni als Vorgruppe für Slayer im Paradiso auf. Im nächsten Jahr wurde die EP Bloodcult veröffentlicht, die aus der EP Themes on an Occult Theory, einem alten bisher unveröffentlichten Song sowie drei neuen Lieder besteht. Die Aufnahmen hierzu hatten am 17., 18. und 24. November 1992 im Beaufort Studio stattgefunden. Die EP hatte eine Auflage von 1.800 Stück. 1998 schloss sich das Album Incomplete an. Im Folgejahr kam es zur Auflösung der Band.

## Stil
Eduardo Rivadavia von Allmusic ordnete die Band dem Grindcore zu. Auf Psycho One Hundred habe man ein paar Death-Metal-Elemente eingearbeitet, Briljant, Hard & Geslepen bezeichnete er als experimentellen Deathcore. Anthony van den Berg rechnete die Gruppe in einer Extra-Ausgabe des Metal Hammer aus dem Jahr 1991 dem Death Metal zu. Laut Claudia Pajzderski vom selben Magazin spielt die Band auf Psycho One Hundred gewöhnlichen Grindcore, der enorm schnell sei und einen extrem tiefen Gesang habe.

## Diskografie
als Nembrionic Hammerdeath
- 1991: Lyrics of Your Last Will (Demo, Eigenveröffentlichung)
- 1993: Beautyfilth / Tempter (Split mit Consolation, Displeased Records)
- 1993: Themes on an Occult Theory (EP, Displeased Records)

als Nembrionic
- 1994: Hardcore Leeft (Split mit Consolation und Osdorp Posse, Djax Records)
- 1995: Psycho One Hundred (Album, Displeased Records)
- 1997: Bloodcult (EP, Displeased Records)
- 1998: Incomplete (Album, Displeased Records)

mit Osdorp Posse
- 1996: Briljant, hard en geslepen (Album, Djax Records)